# Джеровару (район)
Джерова́ру (індонез. Jerowaru) — один з 20 районів округу Східний Ломбок провінції Західна Південно-Східна Нуса у складі Індонезії. Розташований у південній частині. Адміністративний центр — село Джеровару.
Населення — 54864 особи (2012; 54125 в 2011, 53181 в 2010, 51006 в 2009, 50331 в 2008).

## Адміністративний поділ
До складу району входять 6 сіл:
| Населений пунт     | Населення, осіб (2010) |
| ------------------ | ---------------------- |
| Батунампар, село   | 5007                   |
| Джеровару, село    | 13138                  |
| Пандан-Вангі, село | 8121                   |
| Пемонгконг, село   | 11776                  |
| Секарох, село      | 3622                   |
| Сукараджа, село    | 11517                  |